# Камарилья
Камари́лья (ісп. camarilla, «кімнатка», «таємний кабінет») — так в Іспанії в 1814 називалася група осіб, що зазвичай збирались у передпокої короля Фердинанда VII і мали на нього значний вплив, здійснюючи "владу з-за трону".
До камарильї належали канонік Остолоса, відомий донощик, канонік Ескоікіс, донощик, що став доном Антоніо Угарте, колишній водовоз, блазень на ім'я Педро Кальядо, відомий під прізвиськом Чаморро («голена голова»).
Пізніше назва камарилья стала загальною і означає групу можновладців, що намагаються впливати на хід подій прихованими інтригами, нашіптуванням, доносами тощо.